# 小行星22724
小行星22724（22724 Byatt）是一颗绕太阳运转的小行星，为主小行星带小行星。该小行星于1998年9月19日发现。

## 轨道参数
小行星22724的轨道半长轴为483 587 490 km
 3.2325367 UA，离心率为0.104。